# Церква Різдва Христового (Київ)
Це́рква Різдва́ Христо́вого — православна церква, що належить до ПЦУ, розташована в історичній місцевості Поділ в Києві, збудована у 1809—1814 роках за проєктом архітектора Андрія Меленського.
Зруйнована за наказом комуністичного уряду у 1936. Церкву відбудовано на початку 2000-х років.

## Архітектура

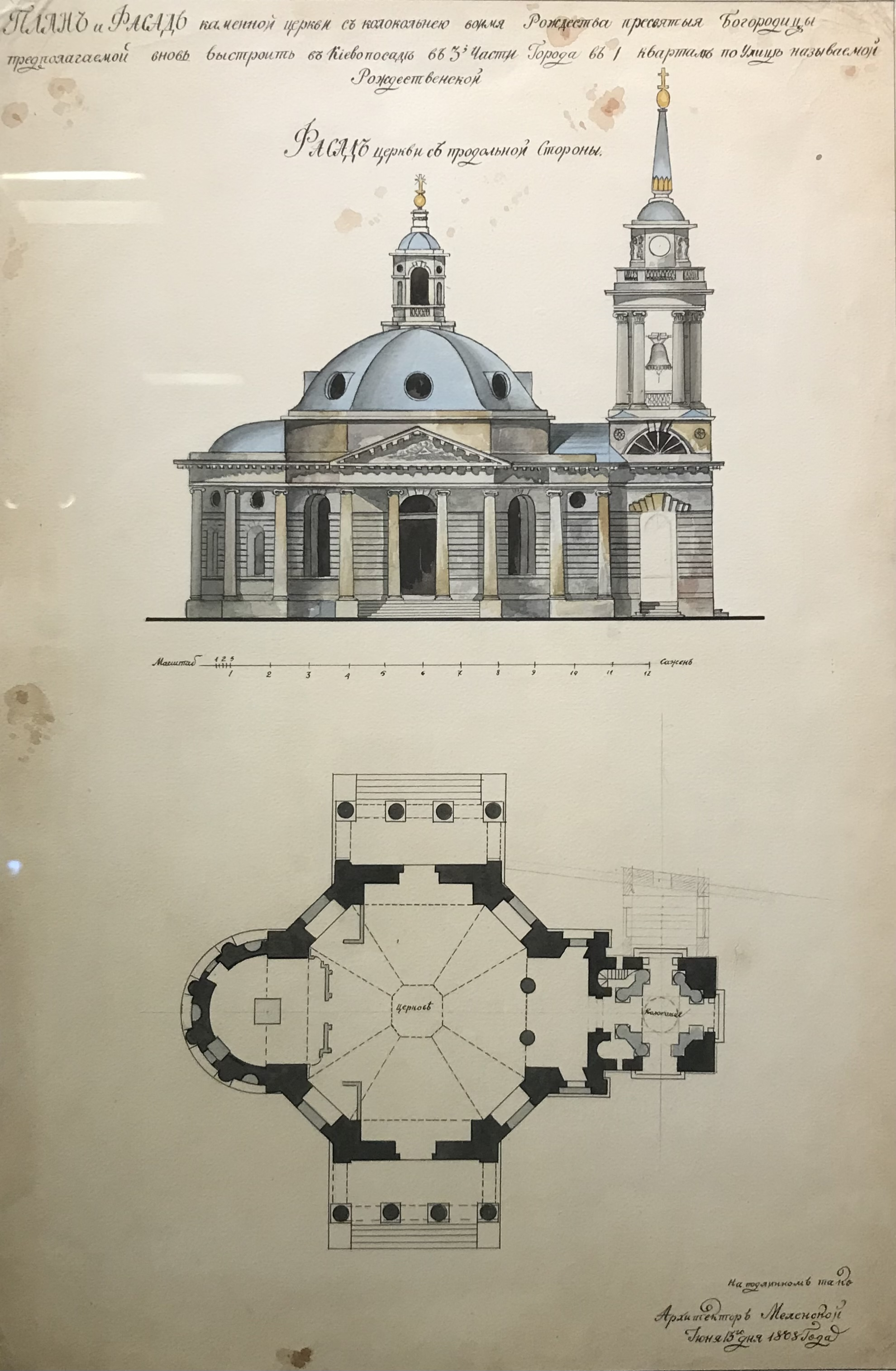
План і фасад кам'яної церкви Різдва Христового в Києві. 15 червня 1808 р.

Церква Різдва за проєктом Меленського являла собою в плані восьмигранник, до якого зі східного боку прилягала напівкругла абсида, а з західного — прямокутна в плані дзвіниця. 3 південного та північного боків будівлю прикрашали чотириколонні портики іонійського ордеру на високому стилобаті. Головний об'єм споруди перекривався восьмикутним в плані зімкнутим склепінням, абсида — конхою. У центрі склепіння мало восьмикутний отвір, над яким знаходилась невелика восьмикутна баня з вікнами.
Дзвіниця — двоярусна, другий ярус її являв собою ротонду з восьми колон іонійського ордеру попарно з'єднаних простінками. Дзвіниця завершувалася напівсферичним куполом з високим шпилем.
Порівняно з первинним проєктом, у реалізованій будівлі було змінено ордер портиків з іонійського на більш скромний дорійський та спрощено деякі елементи декоративного вбрання. Це стало наслідком нестачі коштів у будівників після пожежі 1811 року.
Незважаючи на обмежену територію ділянки, архітектор успішно спроєктував ефектну конструкцію гарних пропорцій, яка чудово відповідала своєму оточенню. Всередині був золочений дерев'яний іконостас, ікони в срібних рамах і низьке поруччя з жовтої міді перед вівтарем.
У 1837—1841 роках коштом церковного старости купця Сергія Терехова було прибудовано теплий північний приділ в ім'я св. Сергія Радонезького. Це порушило класицистичну симетрію будівлі. На початку XX сторіччя було реконструйовано вхідний тамбур з боку дзвіниці, обабіч вівтарної абсиди зроблено невеликі круглі прибудови для ризниці й паламарні, заново розписано інтер'єр..

## «Шевченкова церква»
Церква Різдва Христового мала для українців особливе значення. Саме в цій церкві 6 (18) та 7 (19) травня 1861 року було встановлено труну з тілом Тараса Шевченка, що перевозилась із Санкт-Петербурга до Канева. Перед величезним скупченням народу благочинний церков Подолу Петро Лебединцев та настоятель храму Йосип Желтонозький провели панахиду по великому поету України. Після цього кияни почали називати церкву «Шевченковою».
Також 1884 у цій церкві було відспівано автора українського гімну Павла Чубинського[джерело?].

## Знищення церкви комуністами (1936)
За радянського часу громада церкви дотримувалася традиційної «старослов'янської» орієнтації. Під час масових руйнувань храмів, за даними Олекси Повстенка, Архітектурно-Планувальне управління при Міській Раді мужньо намагалося врятувати Шевченкову церкву від знищення. Генеральний план реконструкції Києва у варіанті, пропонованому Архітектурно-Планувальним управлінням, мав її в числі тих пам'яток, які пропоновано зберегти. Проте остаточний варіант генерального плану, ухвалений у Москві, відкинув більшу частину історичних пам'яток, які Київ пропонував зберегти.
Руйнування церкви було очевидно породжене підготовкою до розбудови Поштової площі поруч з річковим портом; ця розбудова була тоді об'єктом дискусії. Генеральний план реконструкції 1935 року передбачав розбудувати й поширити Поштову площу, «цілковито пов'язуючи її» з мережею вулиць Подолу і з проєктованим Урядовим центром на Горі. Останніми місяцями 1935 року, в той самий час, як закінчували генеральний план реконструкції Києва, було оголошено обмежений конкурс проєктів розбудови річкового вокзалу. До цього конкурсу було запрошено чотири архітектурні бригади з Києва та дві — з Москви; вони розробили проєкти нового вокзалу. Реконструкція Поштової площі ніколи не була здійснена, а річковий вокзал збудовано тільки наприкінці 1950-тих років.
Олекса Повстенко занотував, що органи СРСР не дозволили дослідити будівлю церкви Різдва перед її руйнуванням. Ще на початку 1936 року храмову будівлю тимчасово використовували як гуртожиток, але невдовзі її знесли. Як і в багатьох інших випадках нищення церков, спочатку було конфісковано всі цінні речі, золото й срібні рами з іконостасу та ікон; різьблений дерев'яний іконостас спалили, а ікони продали за кордон.

## Відбудова за часів незалежності

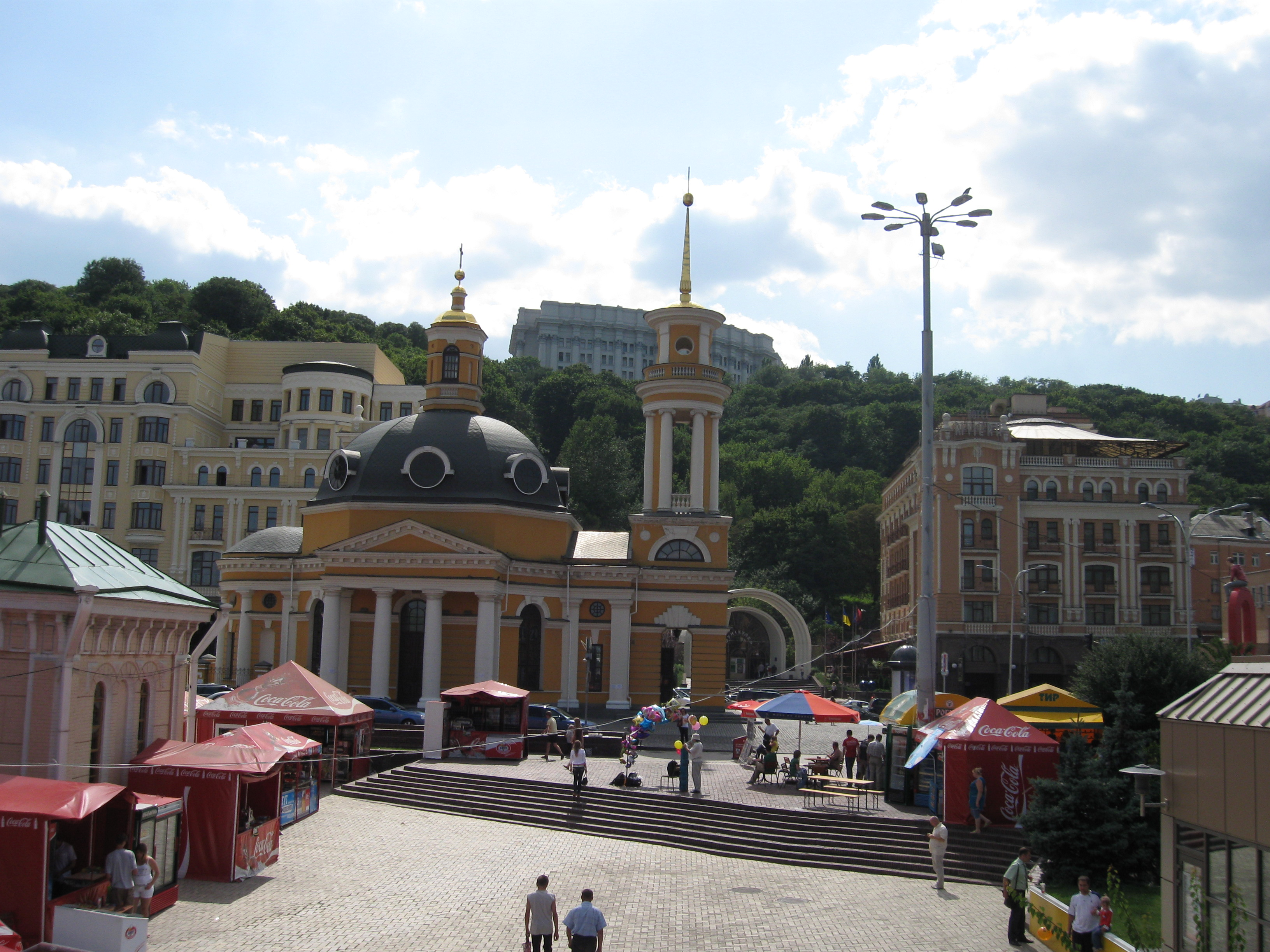
Поштова площа. Вигляд храму до сучасної реконструкції Поштової площі

Місце церкви Різдва Христового після її знесення тривалий час залишалося незабудованим, його використовували як майданчик із літньою кав'ярнею. На початку 1990-х років тут заклали невеликий сквер, при цьому місце «Шевченкової церкви» було позначене пам'ятним каменем. Потім, у 1997-му, на місці утраченої церкви встановили металеву альтанку, виклавши по бруківці умовний контур храму.
Зрештою, протягом 2002 — 2005 років храм Різдва Христового відбудували як видатну пам'ятку, пов'язану із Тарасом Шевченком. Замовником виступила Київська міська влада на чолі із тодішнім мером столиці Олександром Омельченком. Проєктні роботи виконали Юрій Лосицький та Олена Мирошніченко. Для відтворення був обраний вигляд будівлі за первинним проєктом А. Меленського, без теплої прибудови.
Напередодні Різдва Христового 2004 року на храмі було встановлено хрест, і фактично зовнішні роботи з його відтворення закінчилися. Столична держадміністрація створила спеціальну комісію для прийняття в експлуатацію відтворену церкву Різдва Христового, що на Поштовій площі у Подільському районі. Групу з шістнадцяти фахівців очолив перший заступник Голови Київської міської адміністрації Іван Фоменко, а ввійшли до неї патріарх Київський і всієї Руси-України Філарет, заступники Голови міськдержадміністрації та начальники різних управлінь і служб.
У різдвяні дні 2005 року храм було освячено патріархом Філаретом у присутності Президента України Віктора Ющенка та Київського міського голови Олександра Омельченка. Тепер храм діючий. У шевченківські свята відправляється панахида за Великим Кобзарем і поетом українського народу.
Унікальною особливістю храмових богослужінь є те, що з січня 2006 року при церкві діє також і грузинська православна громада Київського Патріархату. На фасаді відновленої будівлі встановлено пам'ятну дошку з зображенням Тараса Шевченка, а всередині експонується посмертна маска Кобзаря.

## Світлини

Старовинна листівка
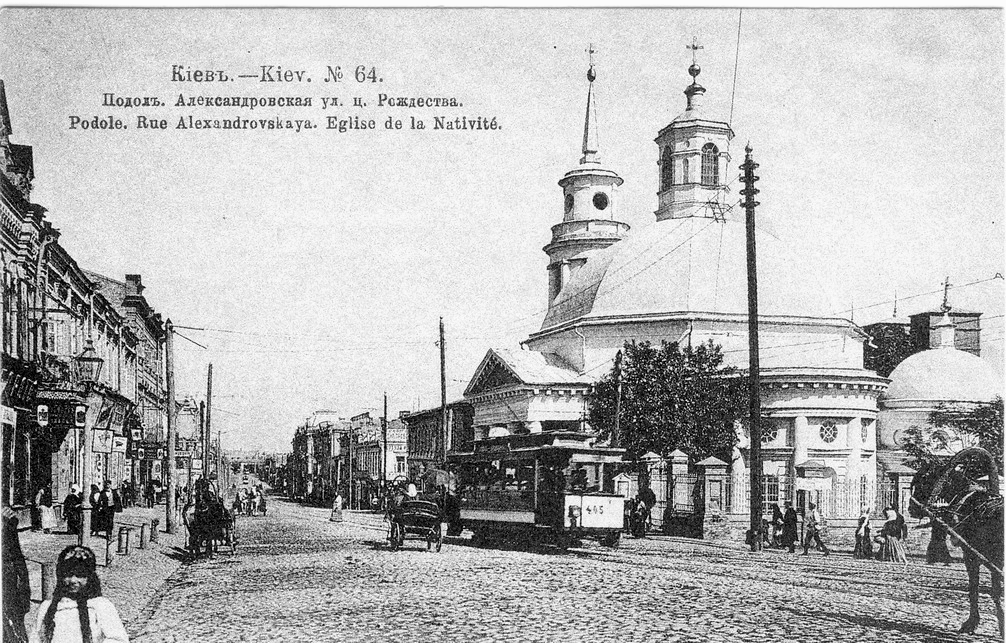
Листівка початку XX століття
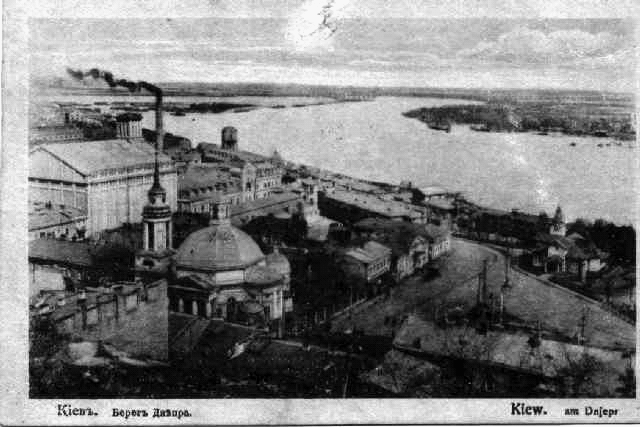
Загальний вигляд Подолу. Видно попереднє планування вулиць. Світлина з часопису початку XX століття
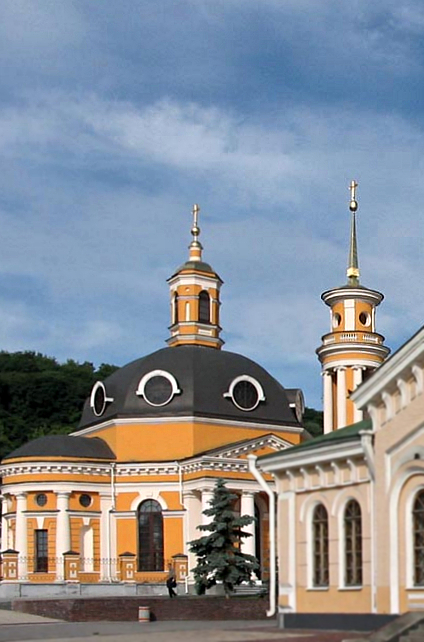
2005 рік
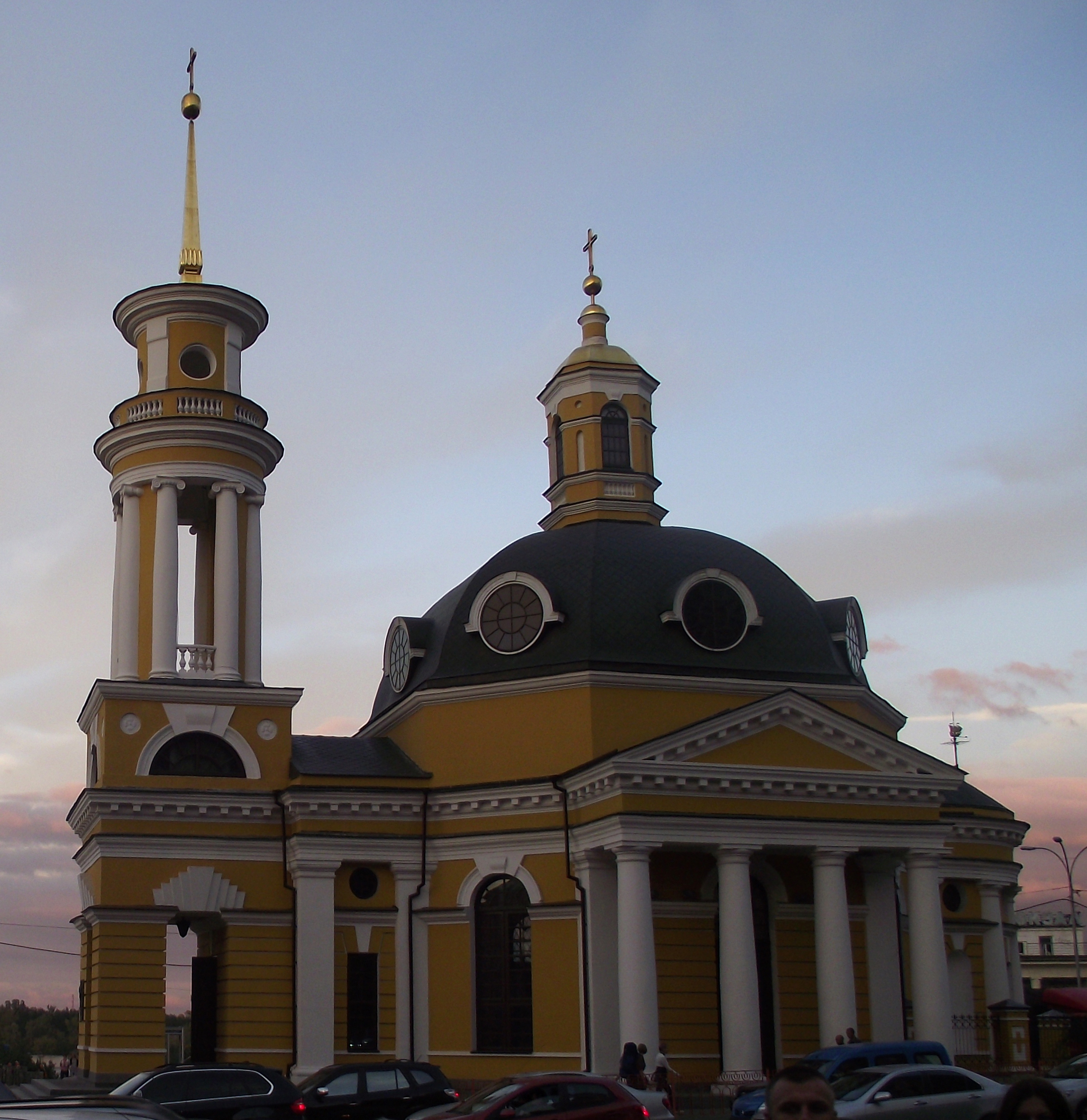
2012 рік
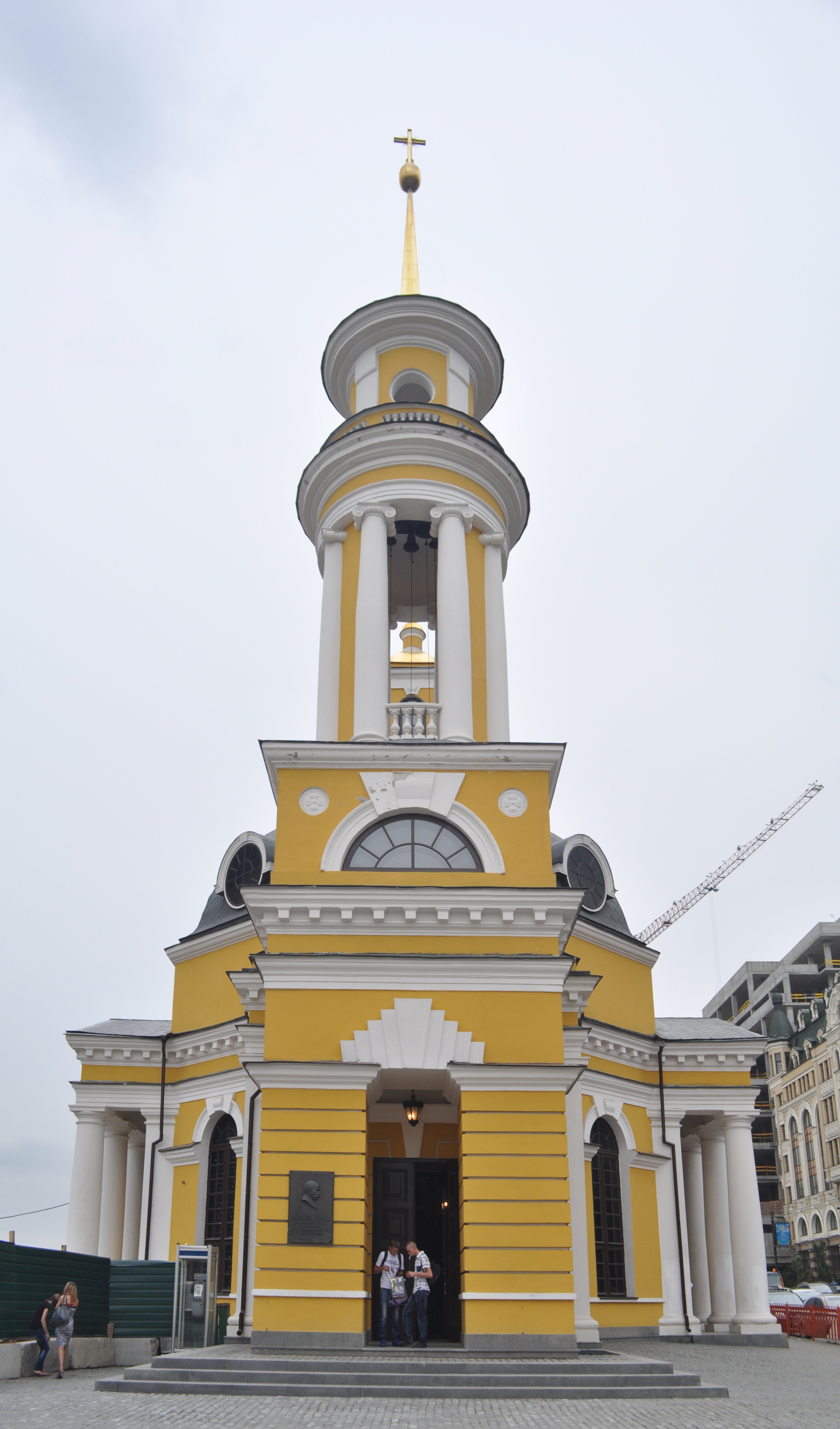
Сучасний вигляд дзвіниці
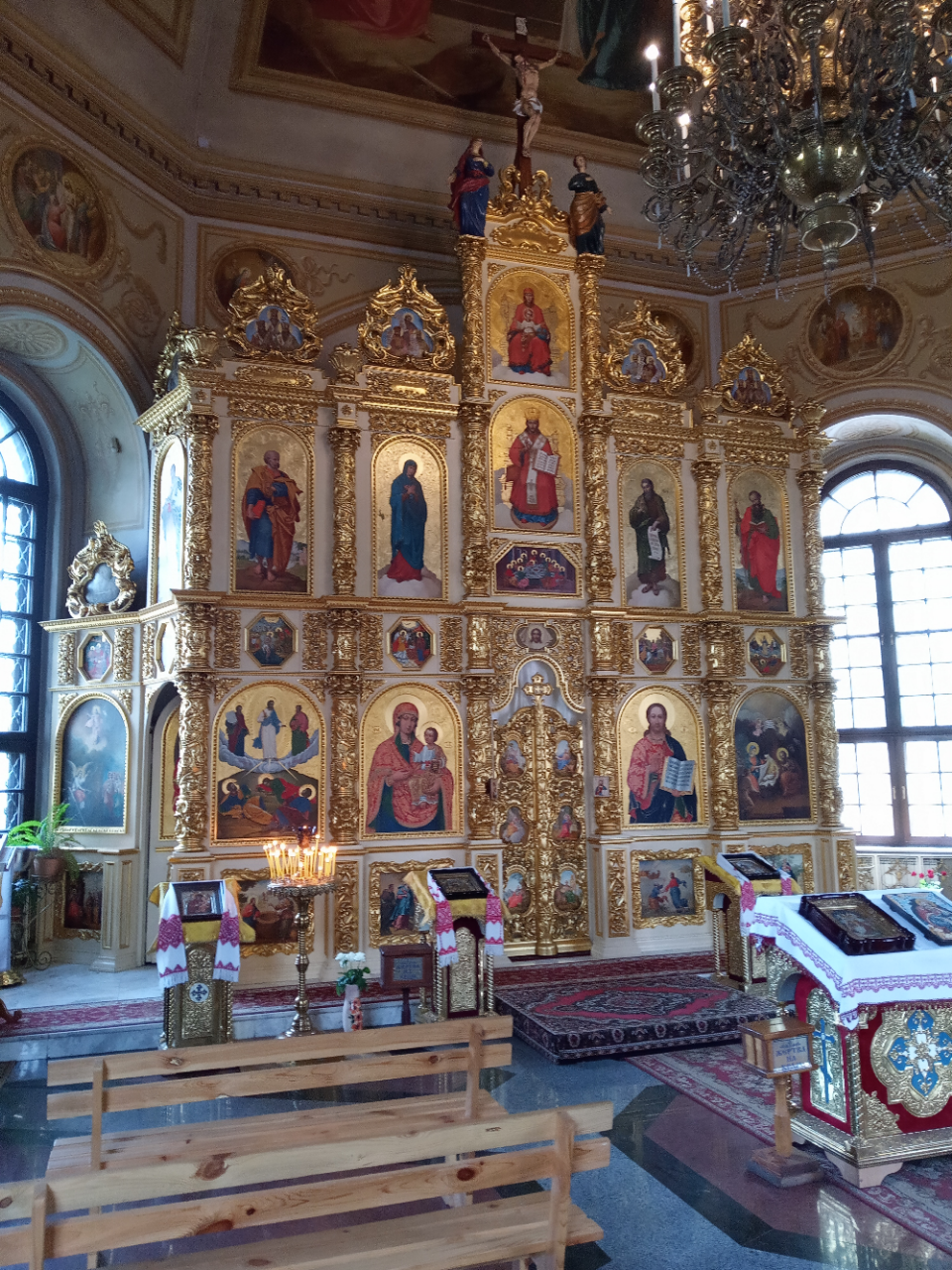
Іконостас
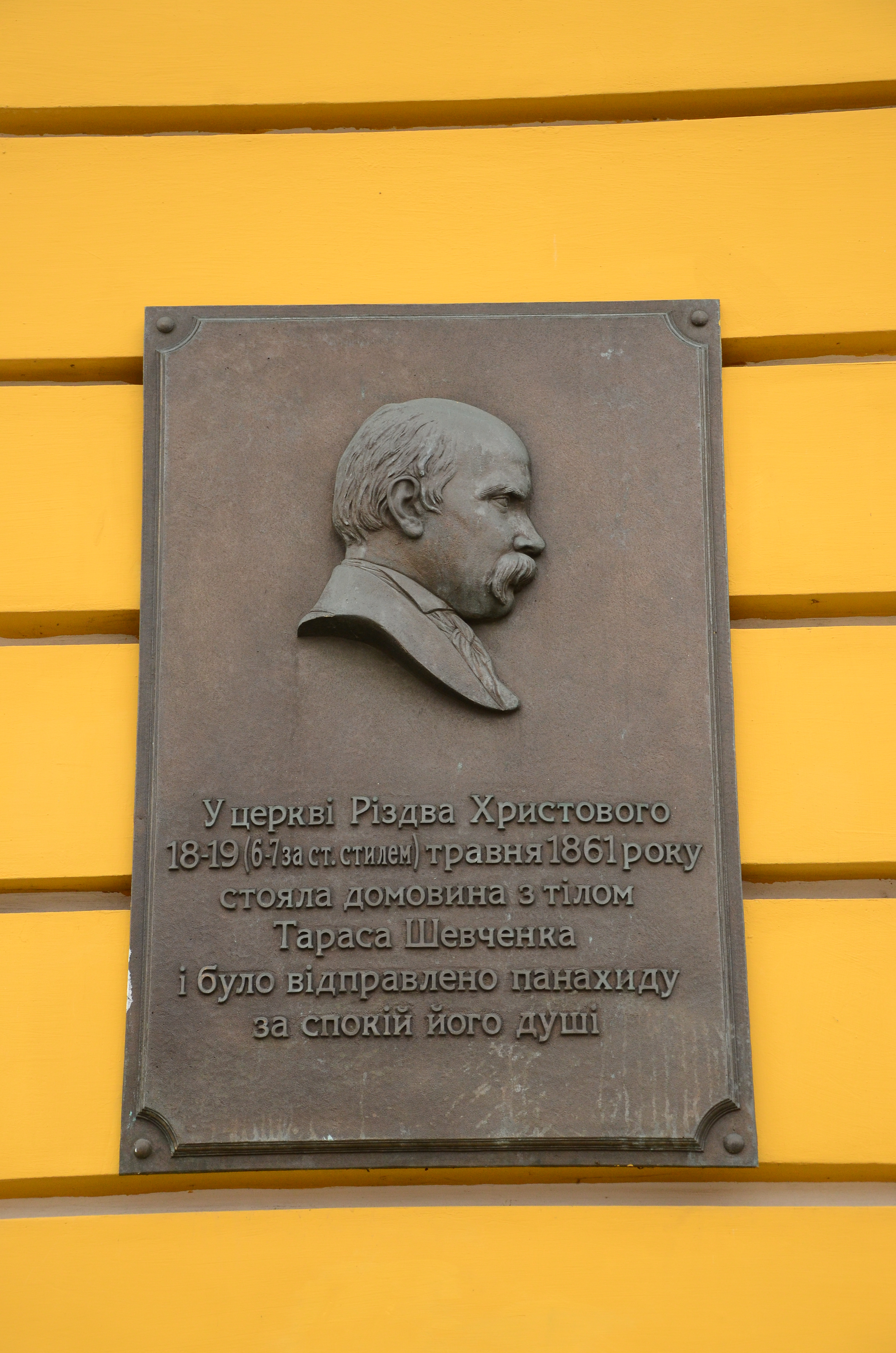
Пам'ятна дошка